# نیجریت
نیجریت  (به انگلیسی: Nigerite) با فرمول شیمیایی (ZnMgFe2+) (SnZn)2 (AlFe3+)12 O22.(OH)2 از مجموعه کانی هاست و به واسطه رنگ تیره آن به این اسم نام گذاری شده‌است. نامحلول در اسید‌ها نسبتا متغیر برای اولین بار در چک اسلواکی کشف شد و از نظر شکل بلور: قرصی شکل، رنگ: قهوه‌ای تیره - قهوه‌ای روشن، شفافیت: غیر شفاف، جلا: شیشه‌ای - چرب، سیستم تبلور: هگزاگونال و در رده‌بندی اکسید است همچنین خاصیت مغناطیسی متوسط و منشأ تشکیل آن پگماتیتی است.
همایند کانی‌شناسی (پارانژ) آن - کاسیتریت- گاهنیت- کریزوبریل است
، از نظر ژیزمان بلوری کمیاب است و بیشتر در نیجریه، پرتغال، روسیه و چین یافت می‌شود.

## منبع
- پردیس کشاورزی ایران